# Dinonemertes investigatoris
Dinonemertes investigatoris är en djurart som tillhör fylumet slemmaskar, och som beskrevs av Harry Hyde Laidlaw, Jr. 1906. Dinonemertes investigatoris ingår i släktet Dinonemertes och familjen Dinonemertidae. Inga underarter finns listade i Catalogue of Life.